# Жёлтая птичка
«Жёлтая птичка» (англ. Yellow bird) — коктейль на основе белого рома, ликёра Galliano, ликёра Triple Sec и сока лайма. Классифицируется как коктейль на весь день (англ. All day cocktail). Входит в число официальных коктейлей Международной ассоциации барменов (IBA), категория «Напитки новой эры» (англ. New Era Drinks).

## История
Источник названия коктейля «Жёлтая птичка» неизвестен. Некоторые источники указывают, что коктейль назван в честь Гаитянской мелодии «Yellow bird», которая была впервые записана Гарри Белафонте на английском языке в 1957 году и, благодаря своей популярности, стала своего рода гимном Карибского моря. Гавайский певец Артур Лаймен (один из самых влиятельных представителей культуры экзотикой музыки) выпустил версию песни, которая в июле 1961 года поднялась до 4-й строки в чартах Billboard и каждую неделю исполнялась в баре (англ. Shell Bar) отеля «The Hawaii Village» (одном из самых ярких и известных курортных отелей на пляже Вайкики в Гонолулу, штат Гавайи), возможной родине коктейля.

## Рецепт и ингредиенты
Состав:
- белый ром — 30 мл
- ликёр Galliano — 15 мл
- ликёр Triple Sec — 15 мл
- сок лайма — 15 мл.

Метод приготовления: шейк & стрейн. Ингредиенты (компоненты) перемешивают со льдом в смесительном стакане (шейкере), взбивают, после чего отцеживают и отфильтровывают в коктейльный бокал или бокал Мартини.